# Estación Tres Sargentos
Tres Sargentos es una estación de ferrocarril ubicada en la localidad del mismo nombre, partido de Carmen de Areco, Provincia de Buenos Aires, Argentina.
Fue construida por la Compañía General de Ferrocarriles en la Provincia de Buenos Aires en 1908, como parte de la vía que llegó a Rosario en ese mismo año.

## Características
La estación, de 1ª Categoría, está ubicada en el km 170. de la progresiva desde Buenos Aires. Si bien se comenzó a construir en el año 1907, recién el 22 de enero de 1908 se habilita para pasajeros, además de cargas, hacienda, encomienda y telégrafo.
La estación se encuentra en un magnífico estado de conservación. Solo los nomencladores han sido cambiados de lugar, uno pegado a la galería y otro con vista hacia la calle principal del pueblo (traza vieja de la Ruta Nacional 7). Hoy funcionan una Biblioteca y la radio FM La Vieja Estación 96.9 en el edificio de la estación.
Actualmente no posee tráfico .el 6 de noviembre de 2023 se realizó un viaje de prueba hasta dicha estación con el propósito de restablecer el servicio de pasajeros  

## Toponimia
El nombre del pueblo es un homenaje a los soldados del Ejército del Norte (al mando del Gral. Manuel Belgrano) José María Gómez, Santiago Albarracín y Juan Bautista Salazar que en 1813 sorprendieron y tomaron como prisioneros a 12 soldados realistas en la Posta de Tambo Nuevo, lo que les valió obtener el rango de Sargentos.